# Џоеи
Џоеи (貞永) је јапанска ера (ненко) која је настала после Канги и пре Тенпуку ере. Временски је трајала од априла 1232. до априла 1233. године и припадала је Камакура периоду. Владајући цареви били су Го-Хорикава и Шиџо.

## Важнији догађаји Џоеи ере
- 1232. (Џоеи 1, други месец): Куџо Јорицуне се уздиже на дворској хијерархији.[3]
- 1232. (Џоеи 1, једанаести месец): Цар Го-Хорикава абдицира. Наследник трона је његов најстарији син Шиџо.[4]